# Colin Roberts
Colin Roberts CVO (31 de julho de 1959) é um diplomata britânico e antigo governador das Ilhas Malvinas entre 2014 e 2017.
Foi educado no Winchester College e no Kings College, da Universidade de Cambridge.
Foi embaixador britânico na Lituânia entre 2004 e 2008,  Comissário da Território Britânico do Oceano Índico e do Território Antártico Britânico entre 2008 e 2012 e como diretor do Foreign and Commonwealth Office para a Europa Oriental e Ásia Central entre 2012 e 2014. Roberts também ocupou cargos de serviços diplomáticos no Japão, Gibraltar e na Irlanda.
Em 2013, foi anunciado que Roberts tinha sido nomeado Governador das Ilhas Malvinas e Comissário para Geórgia do Sul e Sandwich do Sul e que começaria a ocupar o cargo em abril de 2014. Alicia Castro, a embaixadora da Argentina no Reino Unido, criticou a nomeação de Roberts como uma "provocação" e disse que "não é a pessoa que vai incentivar o diálogo entre as nações".